# Estação Ferroviária de Régua
A estação ferroviária de Régua (nome anteriormente grafado como "Regoa"), é uma gare da Linha do Douro, que serve a localidade de Peso da Régua, no Distrito de Vila Real, em Portugal. Foi inaugurada em 1879, e serviu igualmente como ponto de entroncamento com a Linha do Corgo, que funcionou entre 1906 e 2009.

## Descrição

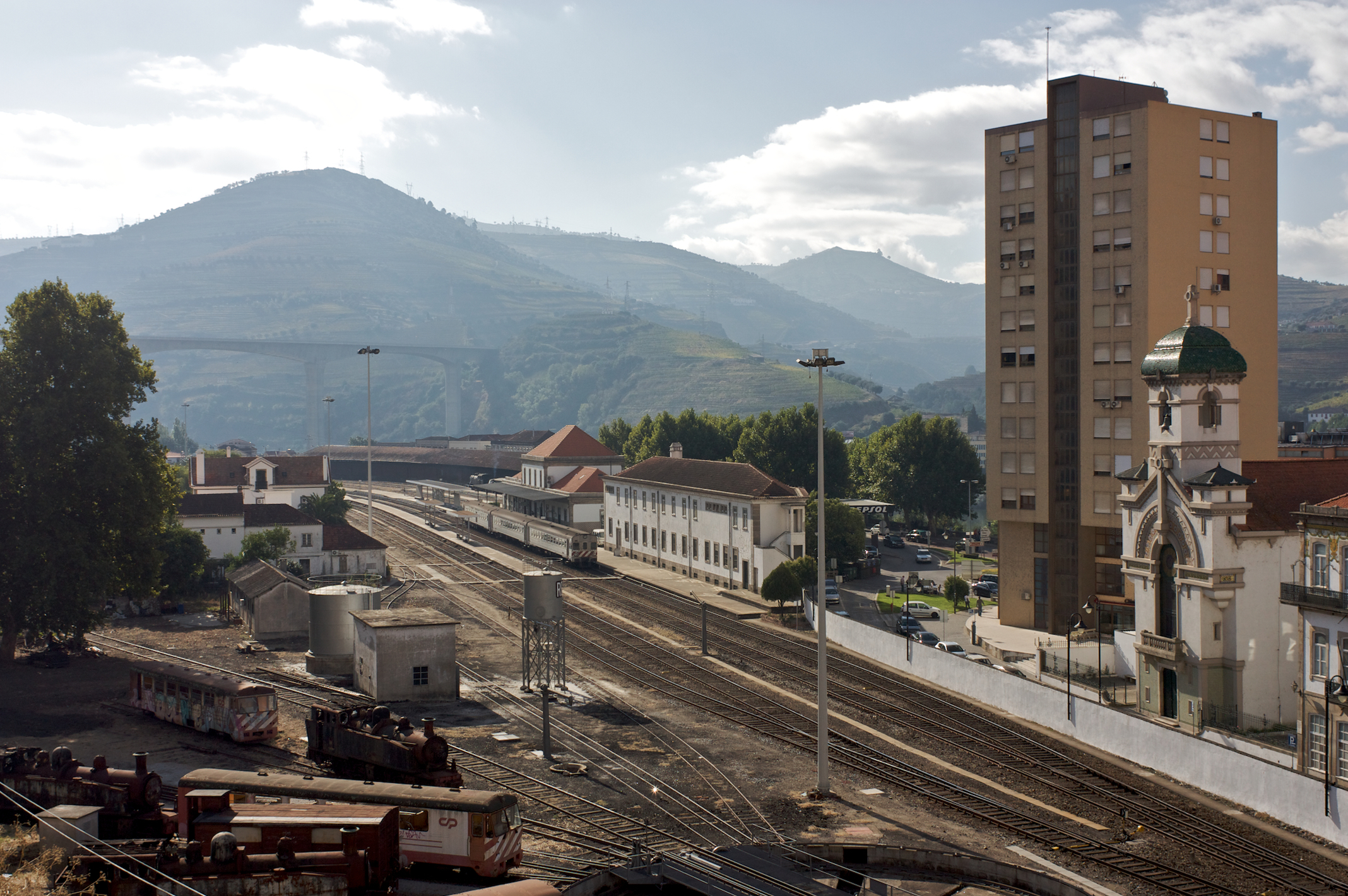
Vista geral da estação, em 2010.

### Localização e acessos
Situa-se junto à localidade de Peso da Régua, tendo acesso pelo Largo da Estação.

### Infraestrutura
Em Janeiro de 2011, apresentava quatro vias de circulação, com 379, 438, 350 e 319 m de comprimento; as plataformas tinham 255 e 216 m de comprimento, e 35 cm de altura. Em Outubro de 2004 podiam-se realizar aqui manobras e abastecimento de gasóleo, e a estação tinha um sistema de informação ao público; nesta data esta interface era de tipologia D da Rede Ferroviária Nacional, que mudaria para B em 2020. O edifício de passageiros situa-se do lado sul da via (lado direito do sentido ascendente, a Barca d’Alva).

### Serviços
Em 1994, era servida por comboios Regionais com a modalidade Auto Expresso, de transporte de automóveis particulares, da operadora Caminhos de Ferro Portugueses.

## História

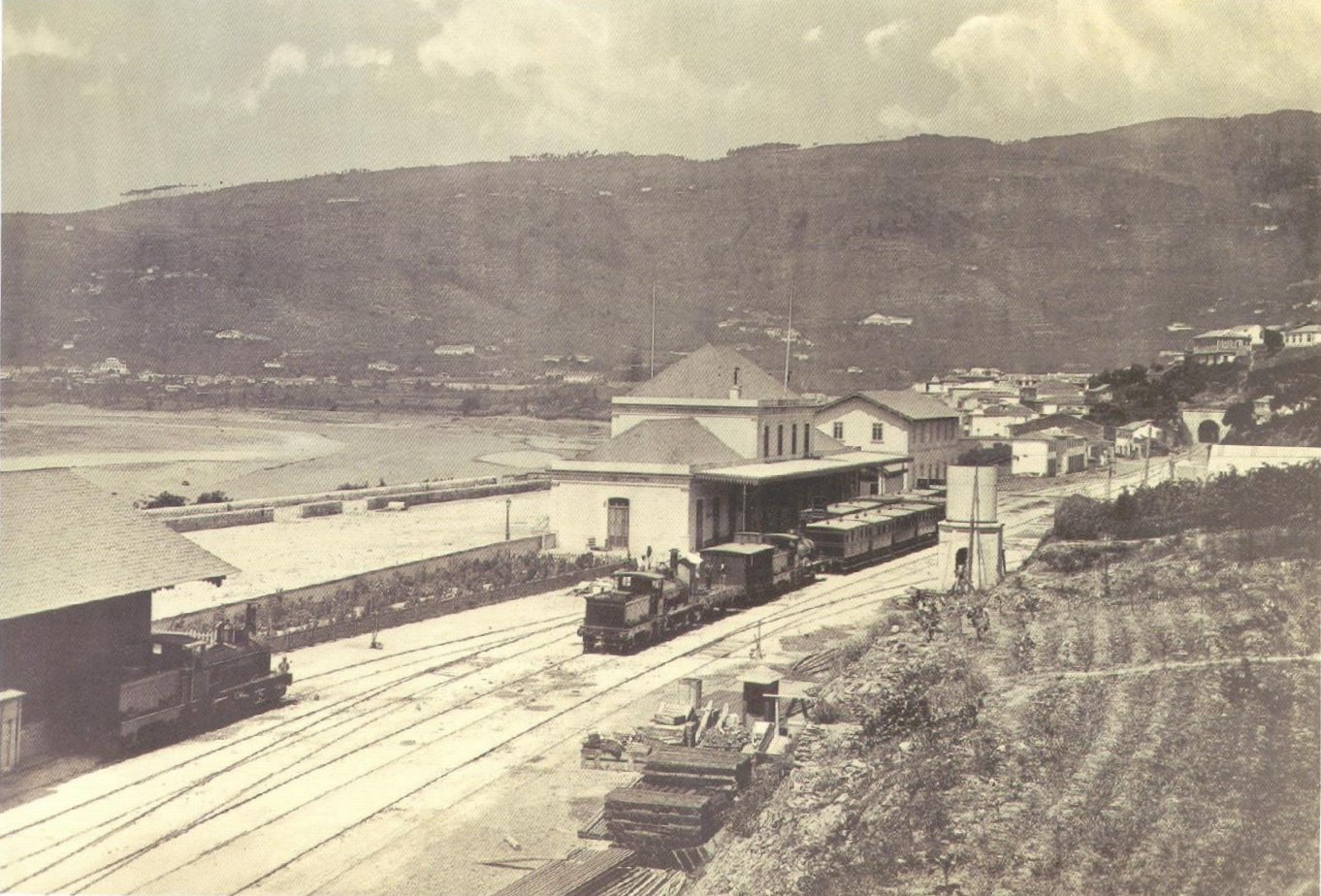
Vista da estação, na década de 1880.

### Antecedentes
Antes da construção dos caminhos de ferro, a região do Douro tinha grandes deficiências em termos de comunicações, sendo o Rio Douro a principal via; no entanto, o transporte por barco era muito difícil e moroso, demorando cerca de 6 a 8 dias na viagem do Porto à Régua. Nos finais da década de 1880, o filólogo Leite de Vasconcelos relatou que o percurso da Régua a Miranda do Douro levou cerca de cinco dias.

### Inauguração
A estação foi inaugurada em 15 de Julho de 1879, como estação terminal provisória da Linha do Douro, tendo o lanço seguinte, até ao Ferrão, entrado ao serviço em 4 de Abril de 1880.

### Século XX

#### Ligação à Linha do Corgo
Ainda no século XIX, o empresário alemão Maximiliano Schreck foi autorizado a construir um caminho de ferro do tipo americano entre Vila Real, Peso da Régua, Lamego e Viseu.
Um decreto de 18 de Fevereiro de 1903 ordenou a construção de um caminho de ferro que tinha o seu início na Régua e terminasse na fronteira com Espanha. Em Setembro de 1905, já tinha sido elaborado e apresentado ao Conselho Superior de Obras Públicas um plano para a ampliação da gare da Régua, de forma a se acolher tanto a Linha do Corgo, então em construção, como a planeada Linha de Régua a Vila Franca das Naves. A primeira secção da Linha do Corgo, entre o Peso da Régua e Vila Real, foi aberta à exploração em 12 de Maio de 1906.

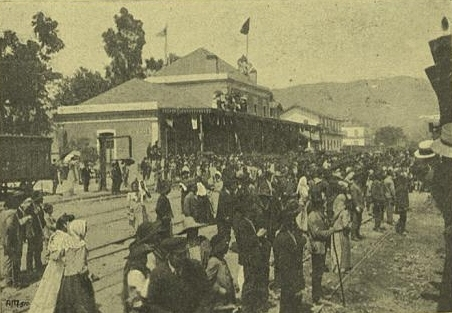
Comboio real na Régua, em 1907.

Em 1913, existia um serviço de diligências unindo a estação do Peso da Régua a Lamego e Moimenta da Beira.
Em 1919, a circulação no troço entre Vila Real e o Peso da Régua foi temporariamente suspensa, devido a uma tentativa de golpe militar por parte dos monárquicos.

#### Ampliação
Devido a ser o ponto de entroncamento de duas linhas ferroviárias e um importante nó rodoviário, a localidade do Peso da Régua afirmou-se como um grande centro de comunicações entre as regiões da Beira e de Trás-os-Montes. A estação em si também se assumiu como um importante centro de transporte do Vinho do Porto. Ainda assim, em 1934 a estação não possuía condições para assegurar as exigências do tráfego, mas não podia ser suficientemente alargada devido ao reduzido espaço disponível, pelo que resolveu-se ampliar o então Apeadeiro de Godim, situado nas proximidades. Ainda nesse ano, a estação foi alvo de obras de reparação parcial, pela Companhia dos Caminhos de Ferro Portugueses. Em Abril de 1935, estavam quase terminadas as obras de ampliação da estação, que incluíram a instalação de um dormitório para o pessoal de Via e Obras.
Um decreto de 18 de Novembro de 1911 modificou as regras para o transporte de vinho pela Linha do Douro, continuando o vinho que era transportado por comboio até Barqueiros, Rede e Moledo a ser verificado no posto de Barqueiros, mas o restante passou a ser verificado no Peso da Régua.

#### Ligações planeadas a outras linhas
Em 1885, foi planeada uma ligação em via larga entre Viseu e Chaves, que não teve seguimento devido às consideráveis dificuldades que iriam ser encontradas na sua construção; desta forma, foram propostas duas alternativas, também em via larga, tendo as autoridades militares defendido a construção da linha do Peso da Régua a Viseu por Lamego. No entanto, a estação da Régua não apresentava condições para suportar o entroncamento em via larga, e continuava o problema de se construir em terreno muito difícil, pelo que uma comissão formada em 1927 para estudar e elaborar o plano da rede ferroviária ao Norte do Rio Douro propôs a instalação de duas linhas em via estreita, uma unindo o Peso da Régua a Lamego, e a outra a partir desta localidade até São Pedro do Sul, passando por Castro Daire. Estas duas linhas foram inseridas no Plano Geral da Rede Ferroviária, documento oficializado pelo Decreto n.º 18190, de 28 de Março de 1930, tendo a Linha de Lamego sido planeada até Pinhel, passando por Vila Franca das Naves. Esta não foi a primeira vez que tinha sido proposta uma ligação ferroviária entre o peso da Régua e Vila Franca das Naves, uma vez que esta linha férrea já tinha sido anteriormente apresentada, em via estreita, pelo Plano da Rede Complementar ao Norte do Mondego, aprovado por um decreto de 15 de Fevereiro de 1900.

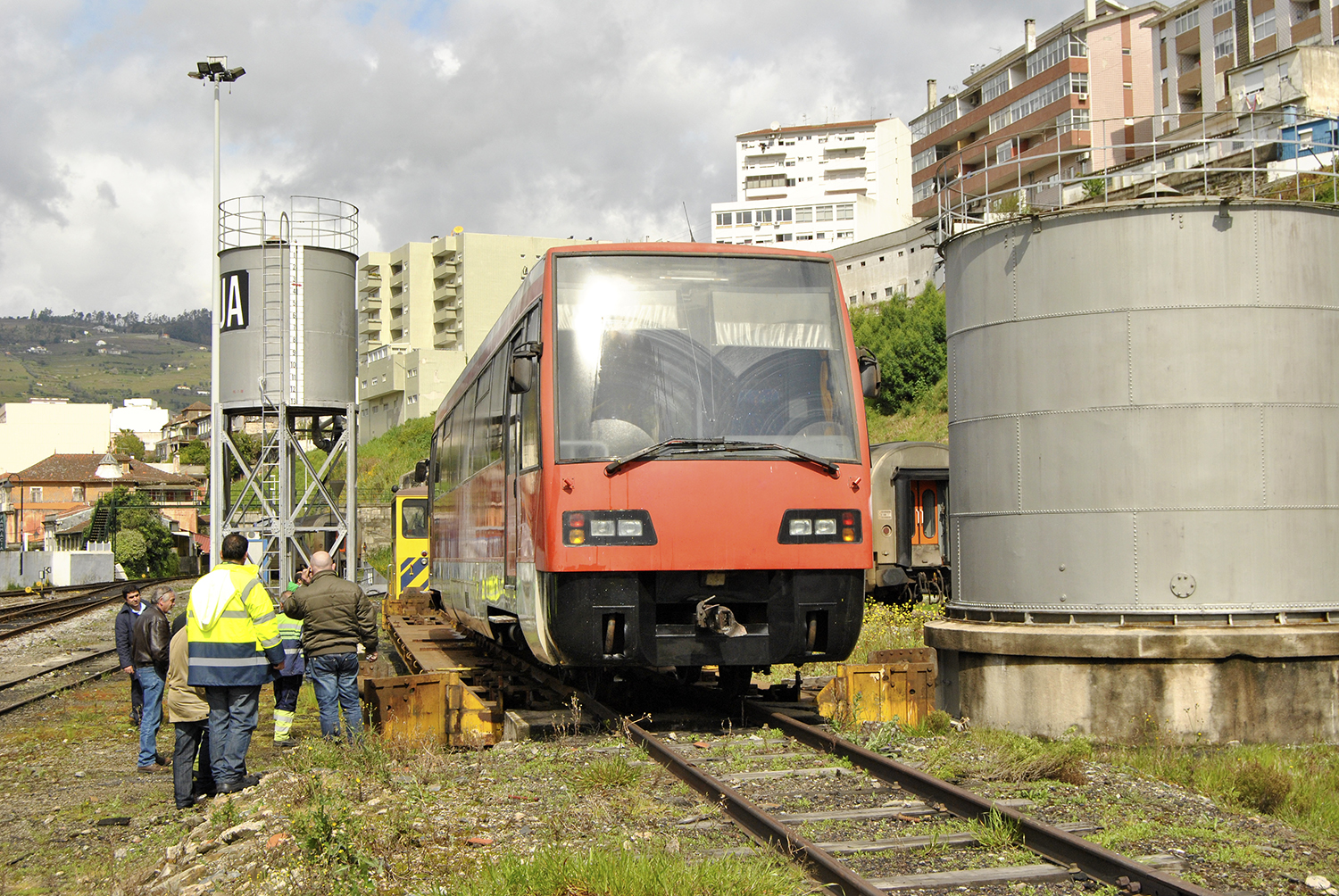
Automotora 9507 a ser transferida para um vagão de via larga na sequência do encerramento da Linha do Corgo.

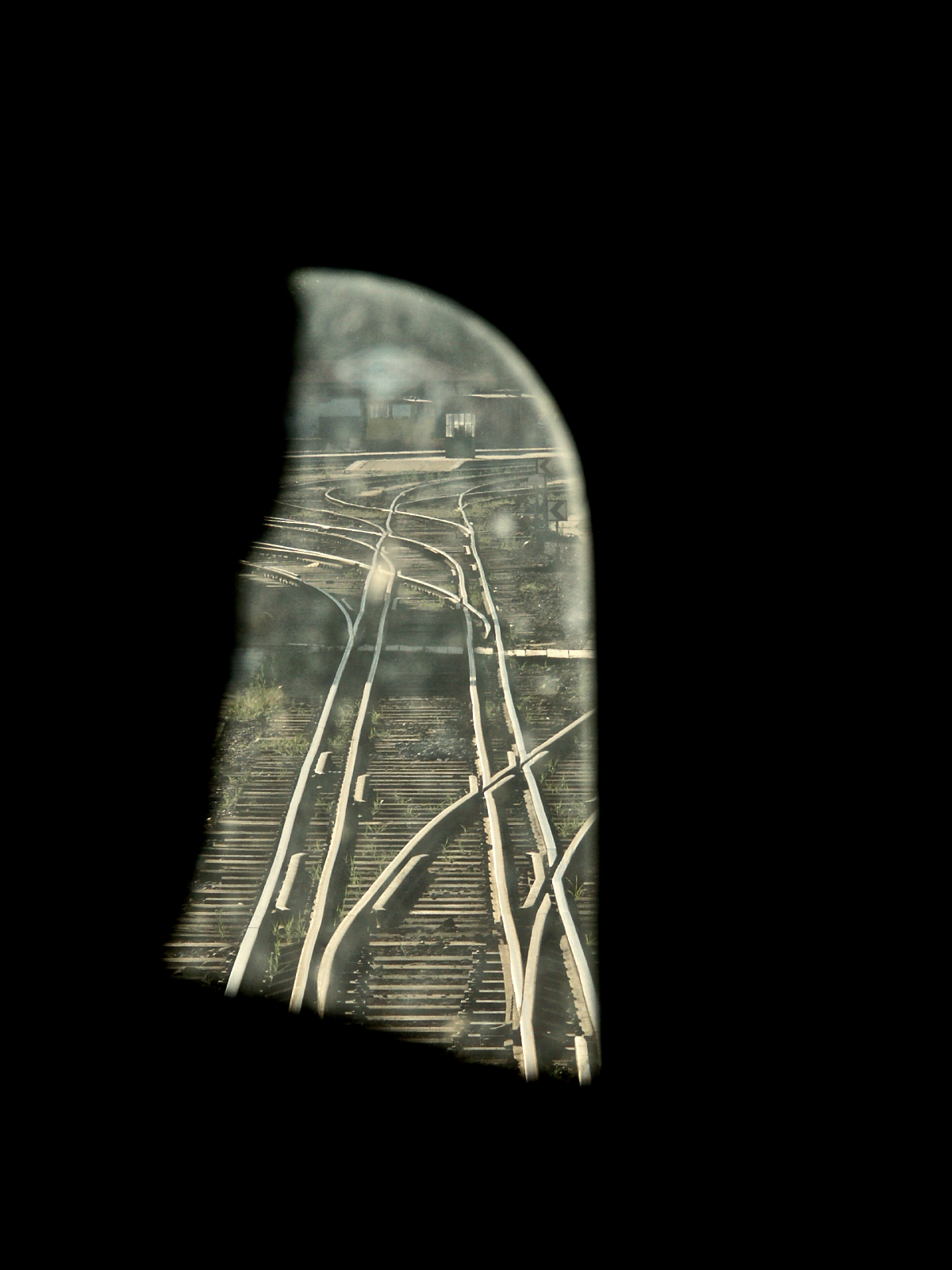
Via algaliada da Linha do Corgo na Linha do Douro junto à estação da Régua, vista da cabina de comando em 2008.

#### Modernização
Em 1996, previa-se que a instalação de sinalização electrónica seria prolongada até ao Peso da Régua, no âmbito do projecto do Gabinete Ferroviário do Nó do Porto.

### Século XXI
O lanço da Linha do Corgo entre o Peso da Régua e Vila Real foi encerrado pela Rede Ferroviária Nacional a 25 de Março de 2009. Em 2016 foi desmantelada toda a infraestrutura ferroviária em via algaliada entre a estação da Régua e a de Corgo, que permitia a ligação entre o tronco da Linha do Corgo e as instalações de manutenção, manobras, e atividade comercial (passageiros e carga) na Régua, inviabilizando assim uma futura reabertura da operação em via estreita.

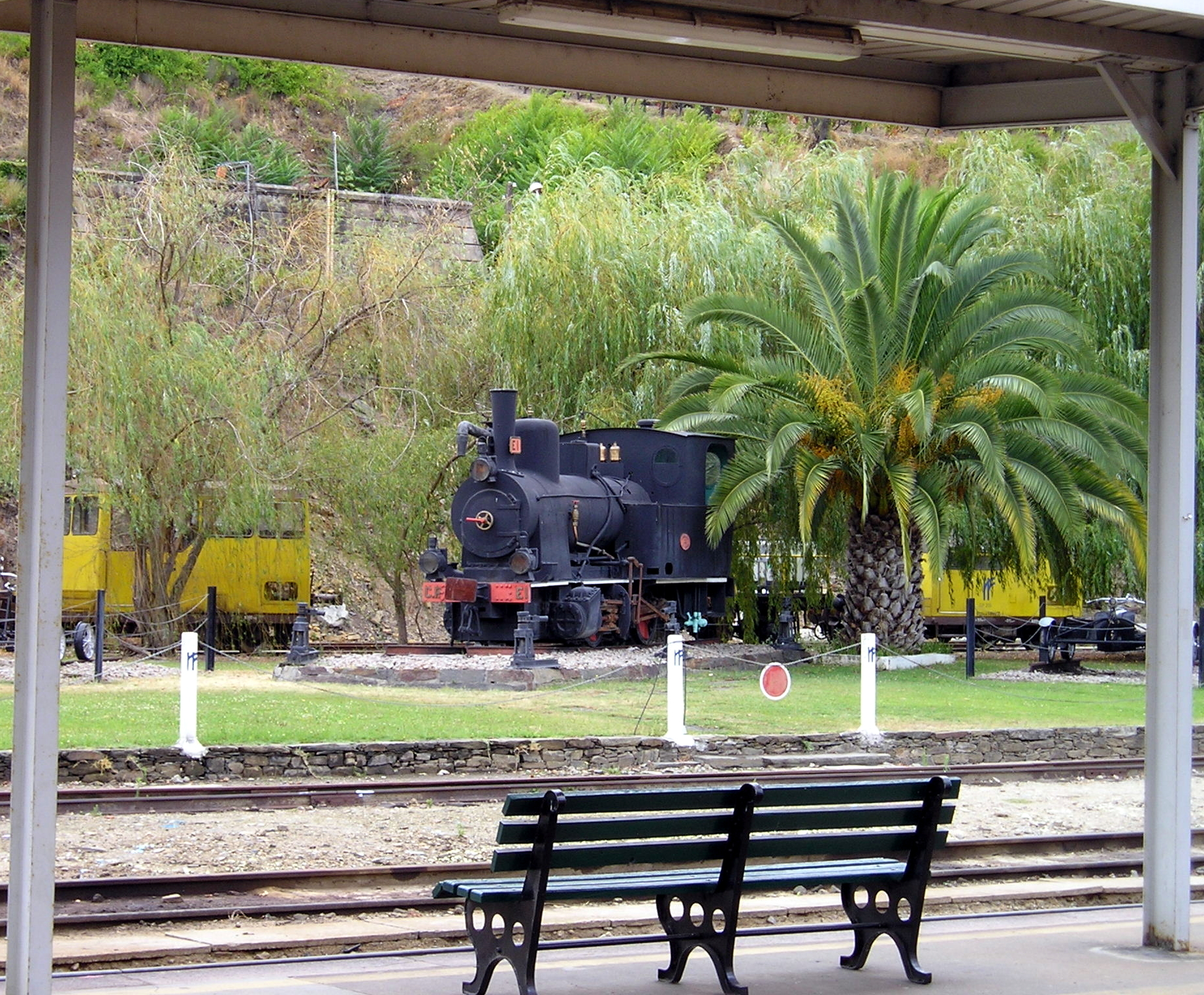
Locomotiva a vapor n.º E1, que serviu em 1922-1948, monumentalizada na Régua.

## Ver também

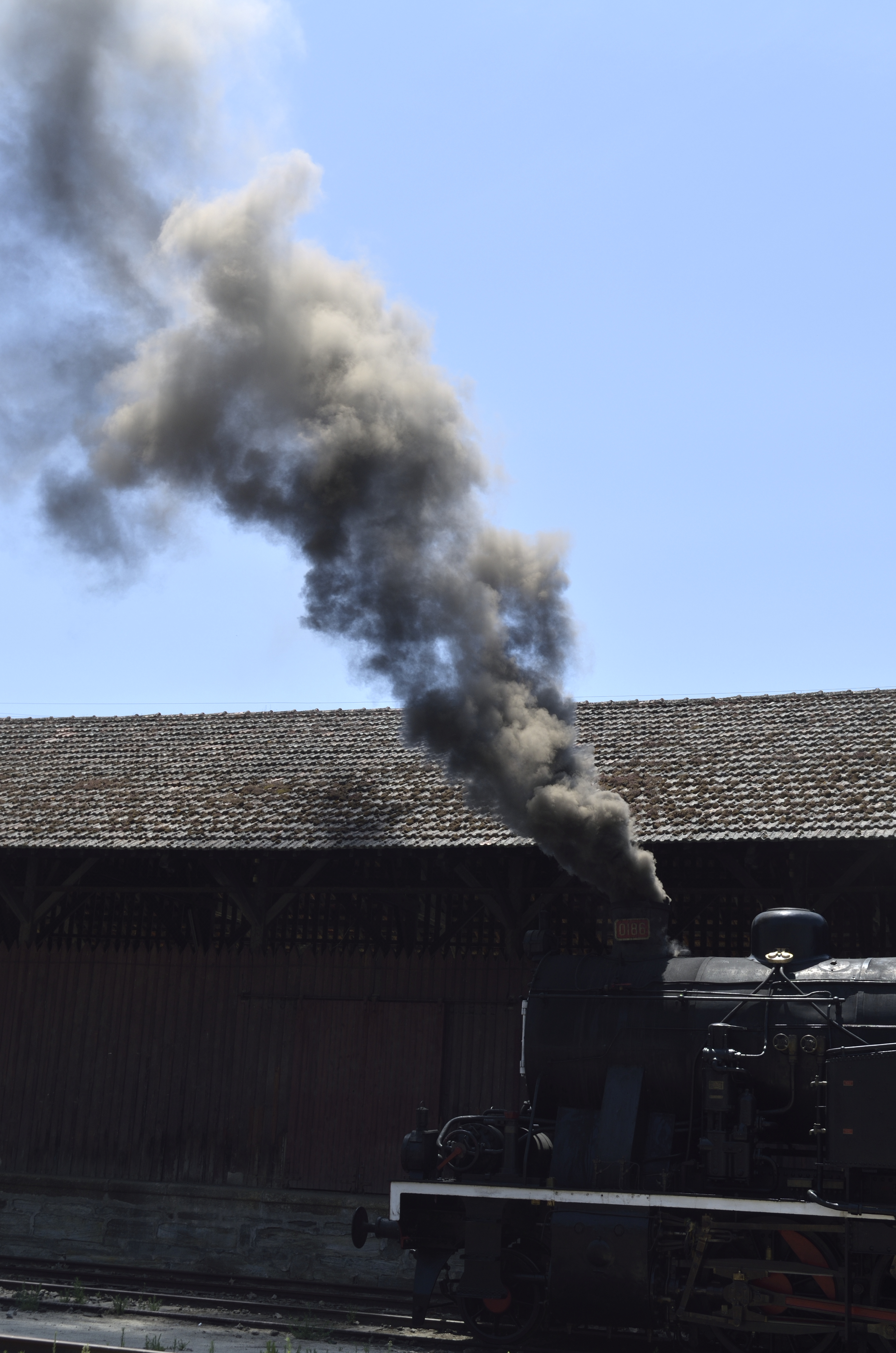
Comboio histórico a vapor na estação da Régua, em 2012.